# Liucija Vaitukaitytė
Liucija Vaitukaitytė (24 de abril del 2000, Dusetos, Lituania) es una futbolista lituana que juega como mediocampista en el Calcio Pomigliano Femminile de la Serie A de Italia.

## Biografía
Vaitukaitytė comenzó su carrera en el fútbol a la corta edad de 12 años, en 2007, cuando comenzó a jugar en el equipo juvenil de su natal Dusetos, el Dusetų SK Ainiai. En 2012, pasó a jugar para otro equipo juvenil, el MFK Zalgiris. En 2014, ya era elegible para ser fichada por equipos profesionales, y fue fichada por el FK Kauno Žalgiris, ese mismo año fue convocada por primera vez a la Selección femenina sub-15 de Lituania, al mismo tiempo que jugaba para la sub-17, la sub-19 y la Selección mayor. En 2016 fichó por el Gintra Universitetas, coronándose campeona ese año y el siguiente, además de debutar en la UEFA Women’s Champions League, donde jugó diez partidos, anotando cuatro goles y brindando cinco asistencias. En 2018 fichó por el Zaragoza Club de Fútbol Femenino de España, pero no debutó en ese equipo, por lo que fichó por la Unión Deportiva Granadilla Tenerife ese mismo año. Al año siguiente, en 2019, fichó por el Sevilla FC, donde estuvo un corto periodo de tiempo antes de llegar al CDE Racing Féminas. Luego de su llegada en 2021 por Pomigliano, en 2022 ficha por el Parma también de la Serie A.

## Clubes
| Club                        | País     | Año           |
| --------------------------- | -------- | ------------- |
| Dusetų SK Ainiai            | Lituania | 2007-2012     |
| MFK Zalgiris                | Lituania | 2012-2014     |
| FK Kauno Žalgiris           | Lituania | 2014-2016     |
| Gintra Universitetas        | Lituania | 2016-2018     |
| Zaragoza CFF                | España   | 2018          |
| Granadilla                  | España   | 2018          |
| Sevilla FC                  | España   | 2019          |
| CDE Racing Féminas          | España   | 2019-2021     |
| Calcio Pomigliano Femminile | Italia   | 2021-2022     |
| Parma Calcio 2022           | Italia   | 2022-presente |

## Palmarés
| Año  | País     | Campeonato             | Equipo               | Resultado |
| ---- | -------- | ---------------------- | -------------------- | --------- |
| 2016 | Lituania | A Lyga                 | Gintra Universitetas | 1°        |
| 2016 | Lituania | Copa Lituana de Fútbol | Gintra Universitetas | 1°        |
| 2017 | Lituania | A Lyga                 | Gintra Universitetas | 1°        |

## Trayectoria internacional

### Selección femenina sub-17 de Lituania
Participación en calificatorias y campeonatos:
| Año  | Campeonato                                                            | Resultado        |
| ---- | --------------------------------------------------------------------- | ---------------- |
| 2014 | Clasificatoria para la Copa Mundial Femenina de Fútbol Sub-17 de 2014 | No se clasificó. |
| 2016 | Clasificatoria para la Copa Mundial Femenina de Fútbol Sub-17 de 2016 | No se clasificó. |

### Selección femenina de Lituania
Participación en calificatorias y campeonatos:
| Año  | Campeonato                                                      | Resultado        |
| ---- | --------------------------------------------------------------- | ---------------- |
| 2015 | Clasificatoria para la Copa Mundial Femenina de Fútbol de 2015  | No se clasificó. |
| 2016 | Clasificatoria para los Juegos Olímpicos de Río de Janeiro 2016 | No se clasificó. |
| 2017 | Clasificatoria para la Eurocopa Femenina 2017                   | No se clasificó. |
| 2019 | Clasificatoria para la Copa Mundial Femenina de Fútbol de 2019  | No se clasificó. |